# 桜の花
『桜の花』（さくらのはな）は、星井七瀬の1枚目のオリジナル・アルバム。2004年2月25日に東芝EMIから発売。コピーコントロールCD仕様。

## 収録内容
| #         | タイトル                         | 作詞                   | 作曲           | 編曲             | 時間  |
| --------- | -------------------------------- | ---------------------- | -------------- | ---------------- | ----- |
| 1.        | 「太陽のジュース」               |                        |                |                  | 4:13  |
| 2.        | 「Check it! Check it! TRAIN」    |                        |                |                  | 3:21  |
| 3.        | 「恋愛15シミュレーション」       | Splash Candy           | Splash Candy   | 本田優一郎       | 5:08  |
| 4.        | 「すみれ」                       | 園田凌士               | オオヤギヒロオ |                  | 4:17  |
| 5.        | 「ファーストステップ」           | 田中菜穂               | TSUKASA        | 本田優一郎       | 4:20  |
| 6.        | 「OPEN COLOR」                   | 浅井晴巳               | TARAWO         | TARAWO           | 3:33  |
| 7.        | 「まんまと術中にはまったわたし」 | 星井七瀬、Splash Candy | Splash Candy   | G.M-KAZ          | 4:32  |
| 8.        | 「テレパシー」                   | 吉田亜紀               | 本田優一郎     | 本田優一郎       | 4:59  |
| 9.        | 「My Friend」                    | 園田凌士               | 熊谷幸子       |                  | 4:11  |
| 10.       | 「桜の花」                       | 武藤 亜季              | FUMIHIKO.      |                  | 3:07  |
| 11.       | 「ガラスのクツ〜なっちゃん」     | 秋元康                 | 近田春夫       | 上田知華、河野圭 | 4:31  |
| 合計時間: | 合計時間:                        | 合計時間:              | 合計時間:      | 合計時間:        | 46:12 |

## まんまと術中にはまったわたし
トラック7に収録。「恋愛15シミュレーション」の流れを汲むヒップホップ楽曲となっている。『恋愛15シミュレーション』が脱力系であったのに対し、『まんまと術中にはまったわたし』はより本格的なヒップホップ寄りの楽曲となっている。この曲では、元の歌詞を星井が自分なりにアレンジする方法で一部の作詞を担当した。もともとは『まんまと術中にはまったあなた』であったのを、星井は椎名林檎をイメージしてアレンジし提出。それを作詞家が男性相手の詩に書き換えたのが現行のものとなった。のちに楽曲提供者のSplash Candyがオリジナルバージョンの『まんまと術中にはまったあなた』をアルバム『Love your enemies』に収録。このバージョンはラップがなく、サビの作詞・メロディ以外『まんまと術中にはまったわたし』とは大きく異なっている。